# Vlag van Malmedy
De vlag van Malmedy is op onbekende datum bij raadsbesluit vastgesteld als de vlag van de Luikse gemeente Malmedy. De vlag kan als volgt worden beschreven:
Drie even hoge banen van zwart, van geel en van groen
Dit is een traditionele vlag waarin de kleuren van het wapen van de stad zijn gebruikt.

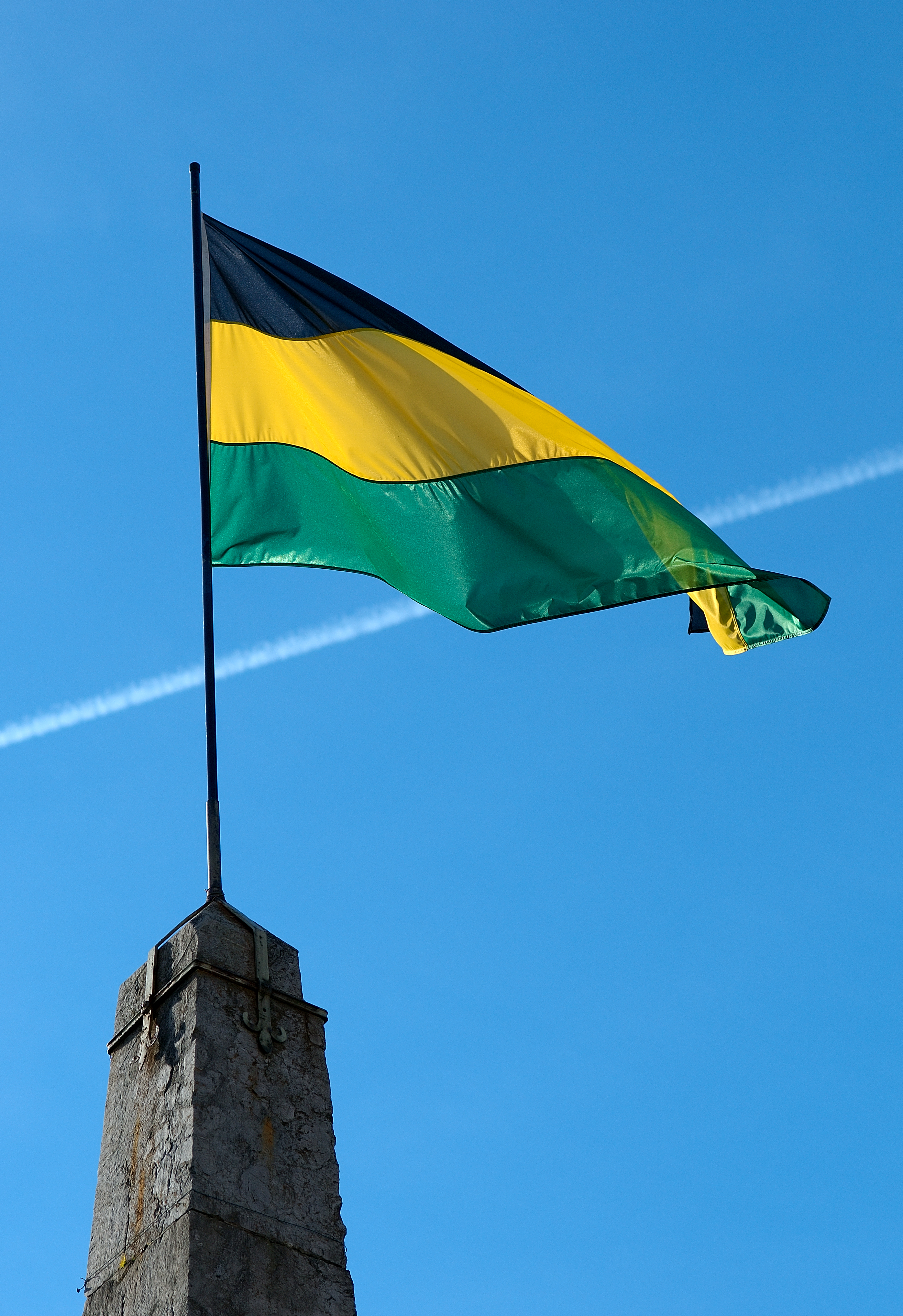
Wapperde stadsvlag in het carnaval